# Marbella Grand Prix 1985
Il Marbella Grand Prix 1985 è stato un torneo di tennis giocato sulla terra rossa. È stata la 1ª edizione del Marbella Grand Prix, che fa parte del Nabisco Grand Prix 1985. Si è giocato a Marbella in Spagna, dal 22 al 28 aprile 1985.

## Campioni

### Singolare
Horacio de la Peña ha battuto in finale  Lawson Duncan con il punteggio di 6–0 6–3

### Doppio
Andrés Gómez /  Cássio Motta hanno battuto in finale  Loic Courteau /  Michiel Schapers con il punteggio di 6–1, 6–1